# オーストラリア連邦親衛隊
オーストラリア連邦親衛隊（英語:Australia's Federation Guard）は、オーストラリア軍の部隊。オーストラリア陸軍、オーストラリア海軍、オーストラリア空軍より提供された人員で構成されている儀仗用の部隊である。

## 概要
オーストラリアにとって初めての儀仗専用の部隊であり、2000年3月に編成された。人員は三軍から提供された159名で構成されている。儀仗用の銃としてはL1A1 SLRを用いており、キャンベラにある無名戦士の墓における礼砲などの儀仗業務を行っている。また、26名が榴弾砲を用いた礼砲業務についている。このほか、30名からなる閲兵部隊も編成しており、命令により正確で機敏な動きを見せることができる。
2000年7月には、オーストラリア本国のほか、ロンドンのバッキンガム宮殿の警備も分担するなど、オーストラリア国外の活動も行っている。オーストラリア連邦親衛隊による女性の軍人も含まれており、この女性による警備はバッキンガム宮殿の警備業務において初めてのことであった。